# Ottavio Ferrari

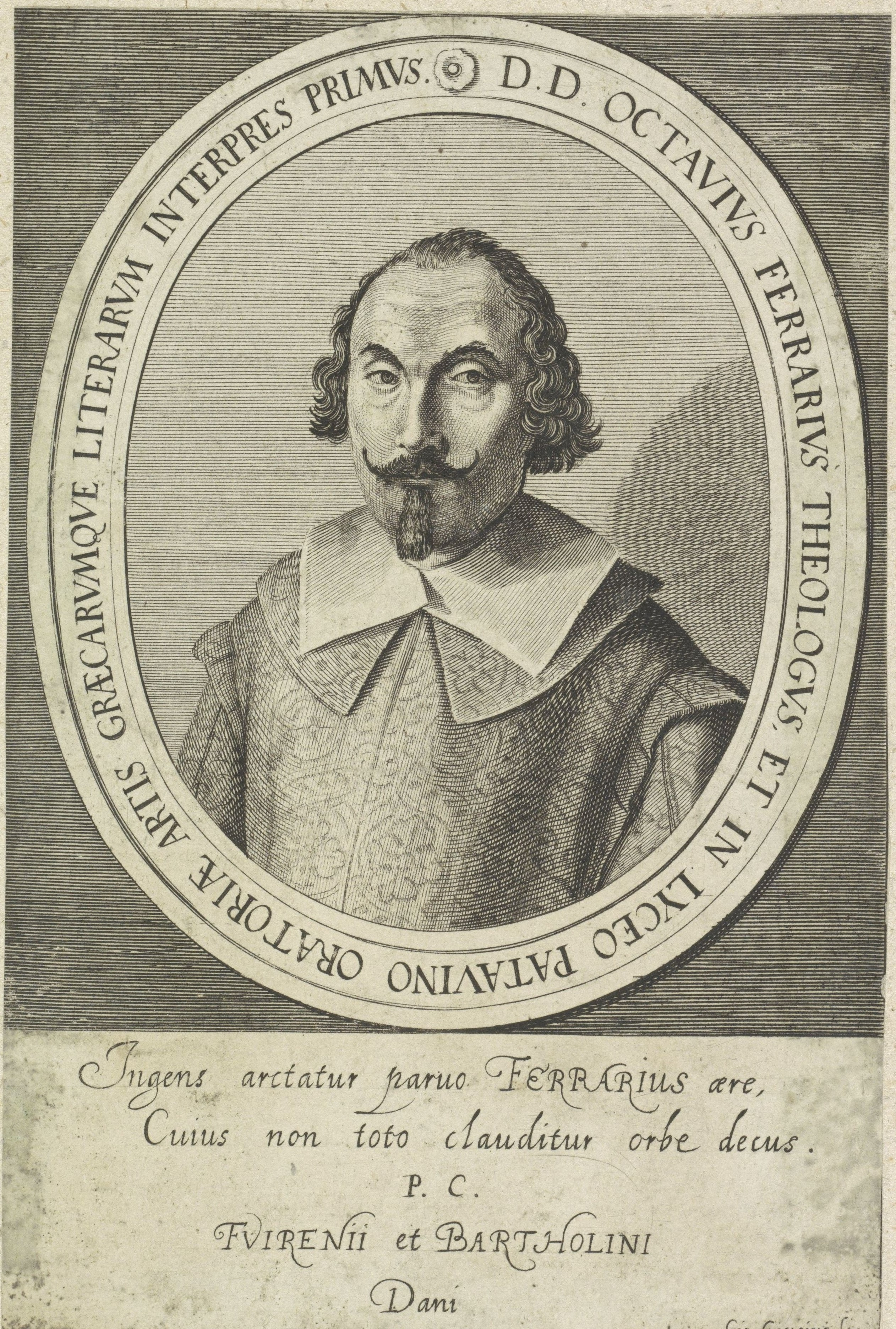
Ottavio Ferrari

Ottavio Ferrari (geb. 20. Mai 1607 in Mailand; gest. 7. März 1682 in Padua) war ein italienischer Gelehrter, der fachübergreifend auf den Gebieten der Philosophie und Geschichte – einschließlich der Sprachgeschichte – forschte. Für die Begründung der Romanischen Sprachwissenschaft durch Friedrich Diez lieferte er wichtige Beiträge in seinem im Jahr 1676 in Padua erschienenen Werk Origines linguae italicae.

## Leben und Wirken
Ottavio Ferrari verlor seinen Vater im Alter von vier Jahren und wurde daraufhin von seinem Onkel Francesco Bernardino erzogen, einem Mitarbeiter der von Kardinal Federico Borromeo gegründeten Biblioteca Ambrosiana. 1617 trat Ferrari in das Mailänder Seminar ein, wo er neben Philosophie und Theologie auch Latein und Griechisch studierte. Seine Fähigkeiten brachten ihm die Wertschätzung von Kardinal Borromeo ein, der ihn 1629 zum Seminarlehrer für Rhetorik berufen ließ. 1631 wurde er Professor für Rhetorik.
1634 wurde er an der Universität Padua zum Professor für Philosophie ernannt.
Die Wertschätzung, die seinen Diensten entgegengebracht wurde, lässt sich aus dem ihm verliehenen außerordentlichen Stipendium in Höhe von tausend Gulden ableiten. Für eine Lobrede, die er zum Lob der schwedischen Königin Christina (Pallas Svecica, 1651) rezitierte, wurde er mit einem goldenen Halsband im Wert von tausend Dukaten belohnt. Eine andere Lobrede, die zu Ehren von Ludwig XIV. veröffentlicht wurde, brachte ihm eine Rente von fünfhundert Kronen für fünf Jahre ein. 
Nach dem Tod von Giuseppe Ripamonti ernannte ihn der Senat von Mailand zum öffentlichen Geschichtsschreiber. Ferrari verfasste sieben Bücher über die Geschichte der Stadt; aber der Mangel an notwendigen Dokumenten, verbunden mit der Angst, das Haus Habsburg einerseits und seinen Wohltäter, den König von Frankreich, andererseits zu beleidigen, veranlassten ihn, seine Papiere unvollendet und unveröffentlicht zu lassen. 
Der Sprachgeschichte, hier vor allem der Etymologie, widmete Ferrari besondere Aufmerksamkeit. Seine Wortherleitungen fanden zwar fachliche Anerkennung, mussten aber erst noch auf der Grundlage von Laut- und Wortbildungsgesetzen sowie der Bedeutungslehre wissenschaftlich bewiesen werden. Vereinzelt stellte er seine Etymologien in den gesamtromanischen Zusammenhang. In der Forschung wird er der vorwissenschaftlichen Phase zugeordnet.

## Werke
- Ottavio Ferrari: Octavii Ferrarii De Re Vestiaria Libri Tres. typis Pauli Frambotti, Patavii 1642 (Latein, google.it).
- Ottavio Ferrari: Origo et stemma gentis Martinenghae. typis Petri Mariae Frambotti, Patavii 1671 (Latein, google.it).
- Ottavio Ferrari: Origines linguae italicae. typis Petri Mariae Frambotti, Patavii 1676 (Latein, google.it).
- Ottavio Ferrari: Octavii Ferrarii Electorum libri duo. Accesserunt epistolae & inscriptiones. typis Petri Mariae Frambotti, Patavii 1679 (Latein, google.it).